# Diócesis de Sosnowiec
La diócesis de Sosnowiec (en latín: Dioecesis Sosnoviensis y en polaco: Diecezja sosnowiecka) es una circunscripción eclesiástica de la Iglesia católica en Polonia. Se trata de una diócesis latina, sufragánea de la arquidiócesis de Częstochowa. Desde el 23 de abril de 2024 su obispo es Artur Ważny.

## Territorio y organización

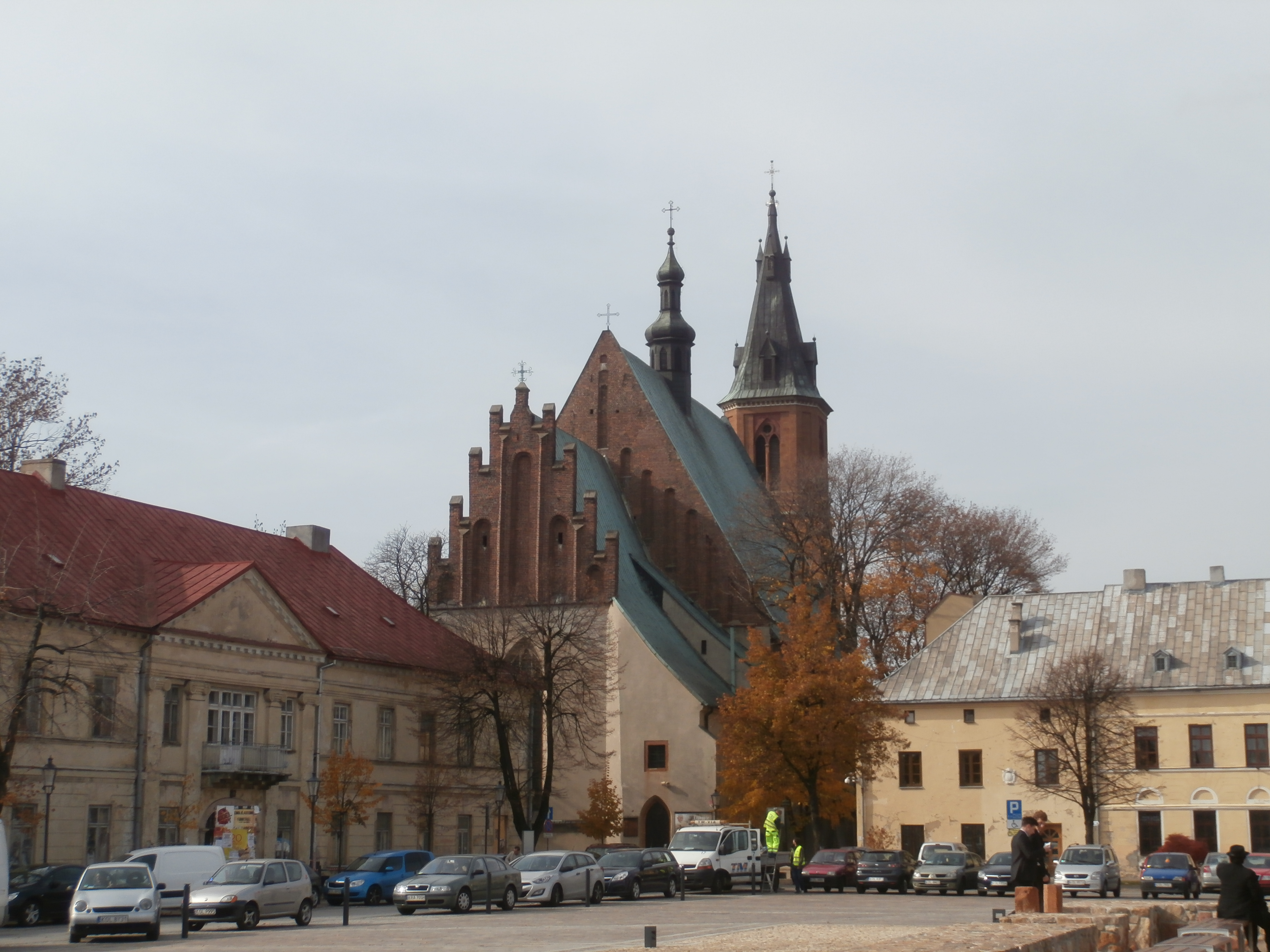
Basílica de San Andrés Apóstol, en Olkusz

La diócesis tiene 2000 km² y extiende su jurisdicción sobre los fieles católicos de rito latino residentes en parte central del voivodato de Silesia. Comprende las ciudades de Sosnowiec, Dąbrowa Górnicza y Olkusz. Al suroeste se encuentra la arquidiócesis de Katowice, al oeste la diócesis de Gliwice, al norte la sede metropolitana de Częstochowa, al noreste la diócesis de Kielce y al sureste la arquidiócesis de Cracovia.

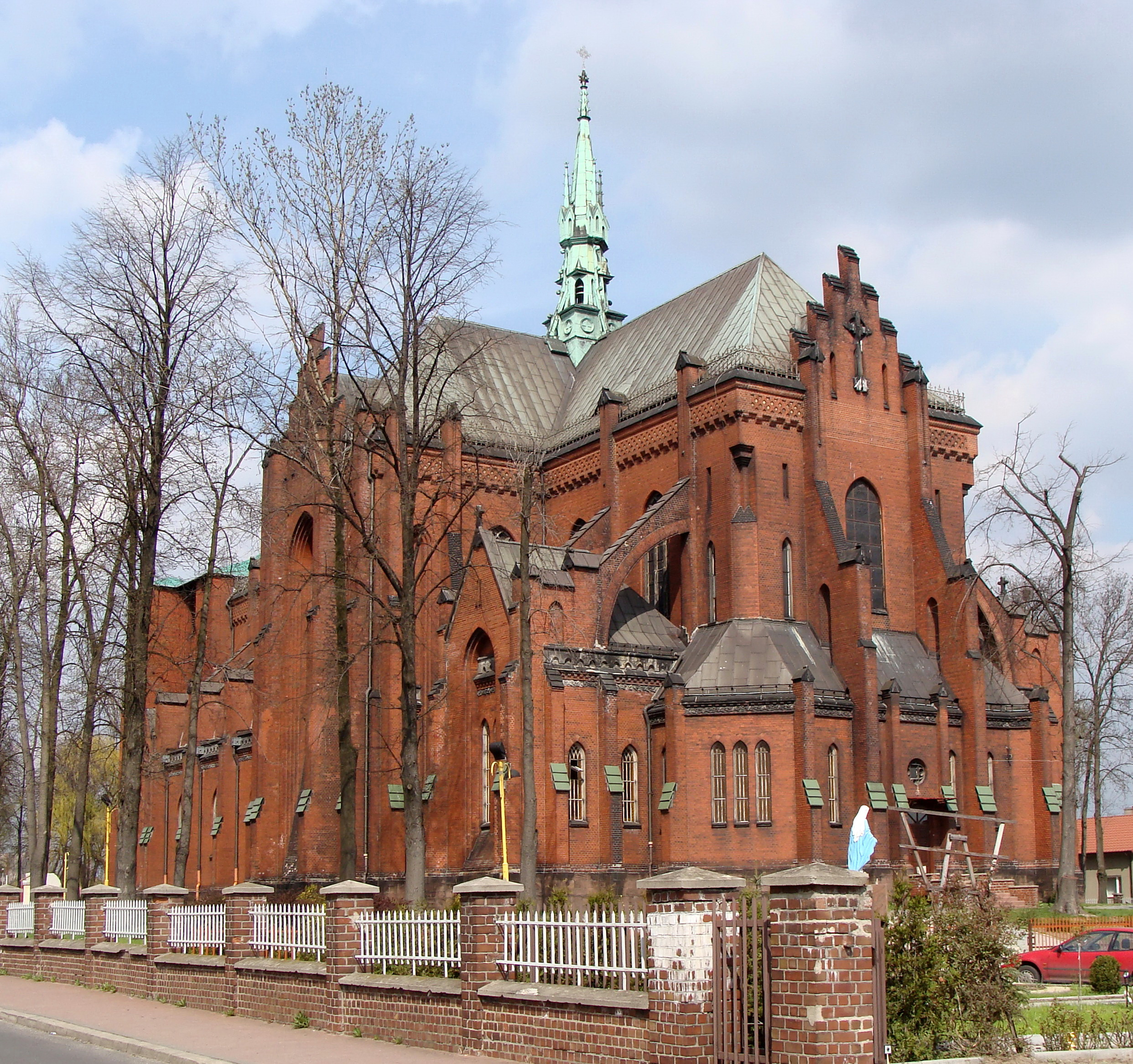
Basílica del Sagrado Corazón de Jesús, en Dąbrowa Górnicza

La sede de la diócesis se encuentra en la ciudad de Sosnowiec, en donde se halla la Catedral basílica de la Asunción de la Virgen María. En el territorio de la diócesis hay otras tres basílicas menores: la de Nuestra Señora de los Ángeles y la del Sagrado Corazón de Jesús, ambas en Dąbrowa Górnicza, y la de San Andrés Apóstol, en Olkusz.

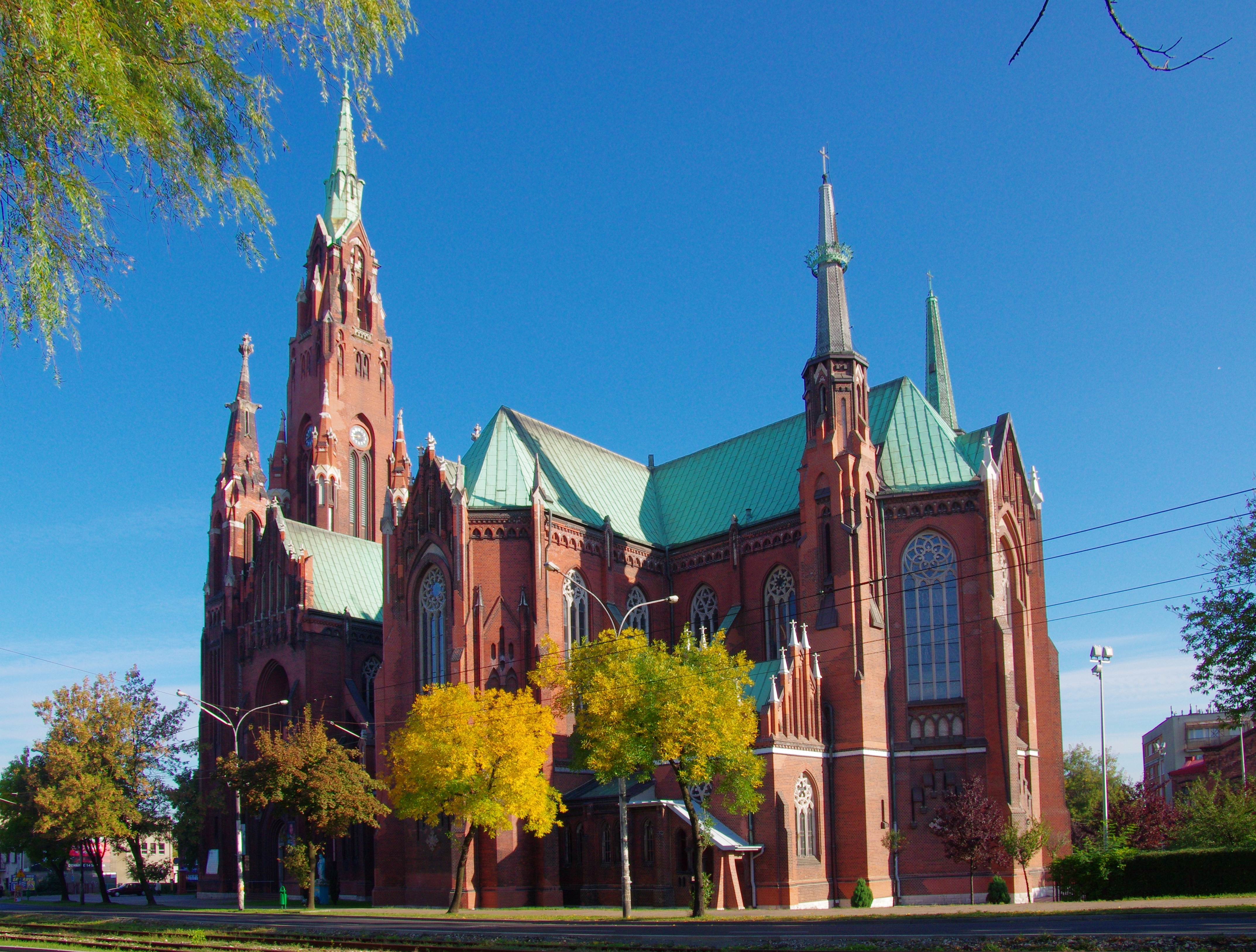
Basílica de Nuestra Señora de los Ángeles, en Dąbrowa Górnicza

En 2022 en la diócesis existían 162 parroquias agrupadas en 22 decanatos.

## Historia
La diócesis fue erigida el 25 de marzo de 1992 por el papa Juan Pablo II mediante la bula Totus Tuus Poloniae populus, obteniendo el territorio de la diócesis de Częstochowa (al mismo tiempo elevada a arquidiócesis), de la diócesis de Kielce y de la arquidiócesis de Cracovia.
El 7 de octubre de 1993, con la carta apostólica Fideles ecclesialis, el papa Juan Pablo II confirmó a san Alberto Chmielowski, como patrono principal de la diócesis, y a san Rafael Kalinowski como patrono secundario.
El 24 de octubre de 2023 el papa Francisco aceptó la dimisión del obispo Grzegorz Kaszak tras diversos escándalos.

## Estadísticas
Según el Anuario Pontificio 2023 la diócesis tenía a fines de 2022 un total de 599 747 fieles bautizados.
| Año                                                                             | Población            | Población | Población      | Sacerdotes | Sacerdotes    | Sacerdotes    | Bautizados por sacerdote | Diáconos permanentes | Religiosos | Religiosos | Parroquias |
| Año                                                                             | Bautizados católicos | Total     | % de católicos | Total      | Clero secular | Clero regular | Bautizados por sacerdote | Diáconos permanentes | Varones    | Mujeres    | Parroquias |
| ------------------------------------------------------------------------------- | -------------------- | --------- | -------------- | ---------- | ------------- | ------------- | ------------------------ | -------------------- | ---------- | ---------- | ---------- |
| 1999                                                                            | 801 500              | 812 000   | 98.7           | 391        | 348           | 43            | 2049                     |                      | 46         | 164        | 157        |
| 2000                                                                            | 800 500              | 811 000   | 98.7           | 401        | 357           | 44            | 1996                     |                      | 47         | 164        | 157        |
| 2001                                                                            | 800 500              | 811 000   | 98.7           | 399        | 353           | 46            | 2006                     |                      | 49         | 165        | 157        |
| 2002                                                                            | 800 500              | 811 000   | 98.7           | 406        | 360           | 46            | 1971                     |                      | 50         | 154        | 157        |
| 2003                                                                            | 800 500              | 811 000   | 98.7           | 395        | 355           | 40            | 2026                     |                      | 57         | 152        | 157        |
| 2004                                                                            | 800 500              | 811 000   | 98.7           | 394        | 353           | 41            | 2031                     |                      | 52         | 154        | 157        |
| 2010                                                                            | 719 000              | 730 000   | 98.5           | 421        | 377           | 44            | 1707                     |                      | 53         | 140        | 171        |
| 2014                                                                            | 624 417              | 671 414   | 93.0           | 415        | 365           | 50            | 1504                     |                      | 54         | 122        | 165        |
| 2017                                                                            | 614 600              | 657 411   | 93.5           | 407        | 358           | 49            | 1510                     |                      | 54         | 106        | 162        |
| 2020                                                                            | 606 100              | 647 560   | 93.6           | 400        | 353           | 47            | 1515                     |                      | 52         | 95         | 162        |
| 2022                                                                            | 599 747              | 640 800   | 93.6           | 395        | 347           | 48            | 1518                     |                      | 51         | 93         | 162        |
| Fuente: Catholic-Hierarchy, que a su vez toma los datos del Anuario Pontificio. |                      |           |                |            |               |               |                          |                      |            |            |            |

## Episcopologio
- Adam Śmigielski, S.D.B. † (25 de marzo de 1992-7 de octubre de 2008 falleció)
- Grzegorz Kaszak (4 de febrero de 2009-24 de octubre de 2023 renunció)[nota 2]
- Artur Ważny, desde el 23 de abril de 2024